# Hubert Lubich
Hubert Lubich byl rakouský politik německé národnosti z Moravy; poslanec Moravského zemského sněmu.

## Biografie
Byl držitelem erbovní (dědičné) rychty a dlouholetým starostou v obci Dorffriese (Březná). Roku 1873 mu byl udělen Zlatý záslužný kříž. Roku 1875 se uvádí, že byla zrušena firma Huberta Lubicha v Dorffriese. Šlo o bělírnu.
V 60. letech se Lubich zapojil i do vysoké politiky. V zemských volbách v lednu 1867 byl zvolen na Moravský zemský sněm, za kurii venkovských obcí, obvod Zábřeh, Šilperk, Mohelnice. Dobový tisk spekuloval, zda Lubich mandát přijme, protože již prý byl zvolen v předchozích volbách, ale poslanecké křeslo tehdy nepřijal. Nakonec poslanecký mandát přijal a mandát zde obhájil i v zemských volbách v březnu 1867. V lednu 1867 byl oficiálním kandidátem německého volebního výboru (tzv. Ústavní strana, liberálně a centralisticky orientovaná). Na mandát rezignoval v květnu 1870.